# Уильям II де Соулс
Уильям II де Соулс (умер в 1320/1321) — шотландский пограничный дворянин времен войн за независимость, лорд Лиддесдейл и дворецкий Шотландии.

## Биография
Уильям принадлежал к влиятельному аристократическому роду: он был старшим сыном Николаса II де Соулса, лорда Лиддесдейла (умер в 1296), и Маргарет де Комин. Внук Александра Комина, графа Бьюкена (умер в 1289), и племянник Джона де Соулса (умер в 1310), хранителя Шотландии. Его дед, Уильям I де Соулс (ум. около 1292), лорд Лиддесдейл и дворецкий Шотландии, был женат на Эрменгарде Дорвард, дочери Алана Дорварда и Марджори, внебрачной дочери короля Шотландии Александра II.
Будучи еще молодым человеком, он был представлен королю Англии Эдуарду I в 1304 году. В следующем десятилетии он оставался на английской службе и в 1312 году получил в награду рыцарское звание и земли сэра Роберта Кейта, хотя к тому времени они находились в руках шотландцев. После победы Брюсов в битве при Бэннокбёрне в 1314 году он перешел на сторону шотландцев. К 1318 году он был дворецким Шотландии, а в 1320 году появился в качестве подписанта Арбротской декларации.
Позже, что в 1320 году, Уильям участвовал в заговоре против короля Роберта Брюса вместе с сэром Дэвидом, лордом Брикином. Одни говорят, что он хотел заполучить шотландский трон для себя, другие — что вероятной целью было посадить Эдварда Баллиола на шотландский трон. Уильям собрал несколько последователей, когда его арестовали в Берике и привели в парламент. Там он признался в своей измене и был помещен в замок Дамбартон. Говорят, что он умер 20 апреля 1321 года при загадочных обстоятельствах. Ему наследовала его наследница Эрменгарда.

## В фольклоре
Фольклор шотландских границ утверждает, что Соулс участвовал в обучении черным искусствам вместе с Майклом Скоттом, «волшебником Севера». Сэр Вальтер Скотт сделал этого Злого лорда Соулса — сэра Уильяма и подарил ему знакомого по имени Робин Редкап. В отместку за долгую историю жестокости местные жители сварили этого лорда заживо в Найнстен-Риге. Наиболее вероятным виновником был бы сэр Ранульф (Рандольф) де Соулс из Лиддела (родился около 1150 года и убит своими слугами в 1207/8 году).
Говорят, что Соулс также победил нортумбрийского гиганта, Каут-о’Кейлдера. Великан носил заколдованную броню, которая была непроницаема для любого оружия, но волшебник обманул великана, сбросив его в реку, где он утонул. Сегодня вода известна как «утопающий бассейн». Недалеко от замка Эрмитаж есть большой курган, который, как говорят, является последним местом упокоения Каута.